# در دامان سرخ کوه
در دامان سرخ کوه اولین فیلم مستند محمدرضا وطن دوست، فیلمی شاعرانه و ضد جنگ، یکی از پرافتخارترین فیلم‌های سینمای مستند ایران است که در سال ۱۳۸۲ در نقطه صفر مرزی ایران و عراق منطقه سرخ کوه کردستان در شرایط سخت فیلمبرداری شده‌است. این فیلم در جشنواره فیلم مستند کیش ۱۳۸۲ به نمایش درآمده است و لوح زرین، جایزه اول ویژه هیئت داوران و دیپلم افتخار آن را به دست آورد و جوایز بسیاری همچون تندیس و دیپلم افتخار از جشنواره بین‌المللی فیلم EARTH VISION توکیو ۲۰۰۶، و تندیس بهترین فیلم مستند از جشنواره بین‌المللی فیلم کوتاه تهران ۱۳۸۳ را نصیب خود کرده‌است.

## خلاصه داستان
۱۵ سال بعد از جنگ عراق علیه ایران ۱۶ تا ۲۰ میلیون مین خنثی نشده در مرز ایران و عراق باقی‌مانده‌است. مردم (بیشتر زنان و کودکان) منطقه سرخ کوه کردستان در میان این مین‌ها زندگی می‌کنند.

## حضور در جشنواره‌ها
فیلم مستند در دامان سرخ کوه علی‌رغم اینکه در بخش مسابقه آثار مستند بیست و سومین جشنواره فیلم فجر تحت عنوان چشم واقعیت پذیرفته شده بود، کنار گذاشته شد. مدیر روابط عمومی انجمن سینمای جوانان ایران و مرکز گسترش سینمایی مستند و تجربی با اعلام این مطالب گفت: من نه به عنوان یک مسئول بلکه به عنوان یک تماشاگر فیلم‌های مستند از اینکه نمی‌توانم این فیلم را ببینم ناخرسندم چرا که حق مردم و فیلمساز است که این فیلم به نمایش درآید. اما سال بعد در بیست و چهارمین جشنواره بین‌المللی فیلم فجر بخش مسابقه سینمای مستند ایران (چشم واقعیت) حضور داشت.

## بیانیه هیئت داوران
- بیانیه هیئت داوران جشنواره فیلم مستند کیش (دبیر جشنواره کامران شیردل): لوح زرین، جایزه اول ویژه هیئت داوران و دیپلم افتخار به خاطر انتخاب موضوع، گزارش سنجیده و نگاه تغزلی برآمده از بطن موضوعی که هر چند در زمینه محدود و محلی مطرح می‌شود، اما ابعادی جهانی دارد به محمدرضا وطن دوست کارگردان فیلم در دامان سرخ کوه تقدیم می‌گردد.[۳]
- بیانیه هیئت داوران جشنواره فیلم کوتاه تهران (رئیس هیئت داوران بخش مسابقه ملی منوچهر طیاب): تندیس جشنواره و دیپلم افتخار بهترین فیلم مستند به خاطر تصویر هشداردهنده یک واقعیت جاری به محمدرضا وطن دوست برای فیلم مستند در دامان سرخ کوه تقدیم می‌گردد.[۴]

## جوایز
- تندیس و دیپلم افتخار از جشنواره بین‌المللی فیلم EARTH VISION توکیو۲۰۰۶.[۵]
- فیلم برگزیده چشم‌انداز سینمای مستند ایران در NAPOLI ایتالیا۲۰۰۶[۶]
- تندیس ویژه شهر دیاربکر از جشنواره فیلم DIYARBAKIR ترکیه ۲۰۰۵
- لوح زرین، جایزه اول ویژه هیئت داوران و دیپلم افتخار از جشنواره فیلم مستند کیش ۱۳۸۲.
- تندیس و دیپلم افتخار بهترین فیلم مستند از جشنواره بین‌المللی فیلم کوتاه تهران۱۳۸۳.
- بهترین فیلم مستند در جشنواره فیلم کوتاه تهران از شبکه یک سیما ۱۳۸۳.
- تندیس و دیپلم افتخار بهترین فیلم مستند از جشنواره بین‌المللی فیلم وارش ۱۳۸۳.[۷]
- تندیس و دیپلم افتخار بهترین کارگردانی مستند از جشنواره فیلم دفاع مقدس۱۳۸۴.[۸]
- تندیس و دیپلم افتخار بهترین تحقیق فیلمنامه مستند از جشنواره فیلم ارتش۱۳۸۴[۸]
- برنده لوح سپاس گیلوا از اولین هم‌اندیشی (برگزیدگان پنج دهه) سینمای مستند ایران، گیلوا ۱۳۸۴.[۹]
- تندیس و دیپلم افتخار بهترین فیلم مستند در جشنواره فیلم دانشجویان ایران.[۱۰]
- بهترین فیلم در جشنواره فیلم دانشجویان ایران از مرکز گسترش سینمای مستند و تجربی.[۱۰]
- بهترین فیلم در جشنواره فیلم دانشجویان ایران از انجمن سینمای جوان ایران.[۱۱]
- بهترین فیلم در جشنواره فیلم دانشجویان ایران از انجمن فیلم کوتاه ایران.[۱۱]
- بهترین فیلم در جشنواره فیلم دانشجویان ایران از مؤسسه رسانه‌های تصویری.[۱۱]
- بهترین کارگردانی مستند از جشنواره فیلم دانشجویان هنر ۱۳۸۲.
- بهترین تدوین از جشنواره فیلم دانشجویان هنر ۱۳۸۲.
- بهترین فیلمنامه مستند از جشنواره فیلم فرهنگیان ۱۳۸۴.
- بهترین فیلم مستند از جشنواره فیلم کوتاه نشاط ۱۳۸۵.[۱۲]
- بهترین فیلم مستند از جشنواره فیلم عذرا ۱۳۸۳.[۱۳]
- تندیس بهترین مستند از نخستین جشنواره توسعه شهر
- فیلم برگزیده جشنواره فیلم کوتاه اصفهان۱۳۸۴[۱۴]
- فیلم برگزیده جشنواره فیلم کوتاه سونی ۱۳۸۴
- فیلم برگزیده بیست و چهارمین جشنواره بین‌المللی فیلم فجر (چشم واقعیت) ۱۳۸۴.
- تجلیل و مرور آثار محمدرضا وطن دوست در جشنواره بین‌المللی فیلم رشد ۱۳۸۸